# Matteo Bono
Matteo Bono, född 11 november 1983 i Ome, Lombardiet, är en professionell italiensk tävlingscyklist. Han tävlar för det italienska UCI ProTour-stallet Lampre-Fondital. 
Bono började cykla seriöst 1994 och tolv år senare blev han professionell med Lampre-Fondital. Matteo Bono fick tävla som stagiaire med stallet under de sista månaderna av säsongen 2005, vilket innebär att han fick prova på att vara professionell. Under säsongen 2005 vann han Trofeo Città di Brescia Memorial Rino Fiori som amatörcyklist.
Under säsongen 2007 tog han sina första vinster, som professionell, när han vann etapp sex på Tirreno-Adriatico och etapp 4 på Romandiet runt efter en utbrytning med Fumiyuki Beppu och Marco Pinotti. Samma år vann han tillsammans med Lampre-Fondital också den första etappen på Polen runt i lagtempoloppet. I april samma år slutade han trea på Klasika Primavera efter Joaquin Rodríguez och Alejandro Valverde.
Matteo Bono slutade på sjätte plats på etapp 2 av Romandiet runt 2009 bakom Oscar Freire, Frantisek Rabon, Assan Bazayev, Roman Kreuziger och Daniel Martin.

## Meriter
2005
- Trofeo Città di Brescia Memorial Rino Fiori

2007
- Etapp 6, Tirreno-Adriatico
- Etapp 4, Romandiet runt
- Etapp 1, Polen runt (lagtempolopp)

## Stall
- 2005 Lampre (stagiaire)
- 2006- Lampre-Fondital